# Carl Lindberg (politiker)
Carl August Emanuel Lindberg, född 9 september 1891 i Värmdö socken, Stockholms län, död 12 november 1969 i Skärholmen, Stockholm, svensk politiker (socialdemokraterna) och ombudsman.
Carl Lindberg blev invald till riksdagen vid valet 1932 och tog inträde som ledamot i andra kammaren från 1933.